# Соболь Валерій Іванович
Вале́рій Іва́нович Со́боль (нар. 8 вересня 1958 року, Чернівецька область) — педагог, учитель біології Кам'янець-Подільського ліцею (учитель вищої категорії, вчитель-методист), автор підручників, навчальних посібників та програм з біології для середньої школи, методист-кореспондент ХОІППО, кореспондент науково-популярного природничого журналу для дітей «Колосок», відмінник освіти України.
Переможець міського та обласного конкурсів «Учитель року — 1995», «Учитель року — 2000», лауреат Всеукраїнського конкурсу «Вчитель року — 2000», лауреат премій ім. Миколи Дарманського, Хмельницького інституту післядипломної педагогічної освіти та Верховної Ради України (2013).

## Біографічні дані
Народився 8 вересня 1958 року в Чернівецькій області в родині освітян. Згодом родина переїхала в с. Велика Слобідка. 
У 1983 році закінчив Чернівецький університет, після цього три роки працював у ЗОШ №2, а потім ще три — у Великій Слобідці. Відтоді працює учителем біології в міському ліцеї.
З 2002 до 2007 рік читав курс «Методика викладання біології» у КПНУ ім. Івана Огієнка.
Одружений, має трьох дітей.

## Наукова робота
У 1993 році написав посібник «Біологічні тести, кросворди, конкурси» для учнів і вчителів (видавництво «Абетка-НОВА»). Потім працював над методичними розробками розділів з біології та за рівневою організацією курсу. У 2000-х роках — автор серії «Мій зошит з біології» для учнів 6-11 класів («Оіюм»), робочих зошитів для поглибленого профільного вивчення біології, серії робочих зошитів «Мій зошит з біології» для 10 класів фізико-математичного, суспільно-гуманітарного і природничого профілів навчання.
У 2007 році оголосили Всеукраїнський конкурс підручників біології для учнів загальноосвітніх закладів, педагог створив не лише його, а й навчально-методичний комплект: книжку для вчителя з планування та розробки уроків, оцінювання навчальних досягнень, методичні рекомендації для вивчення біології в 7 класі, робочий зошит. Підручник і навчально-методичний комплект, що отримали перемогу в конкурсі, видані видавництвом «Грамота». 
У 2012 році написав посібники «Біологія. Довідник+тести» та «Біологія. Збірник завдань у тестовій формі». З 2015 по 2025 рік — автор підручників біології 7-11 класів, зокрема для НУШ.